# Łódź Oost (district)
Łódź Oost (powiat łódzki wschodni) is een Pools district (powiat) in de Poolse provincie Łódź. Het district heeft een oppervlakte van 499,32 km² en telt 70.132 inwoners (2014).

## Steden
- Koluszki
- Rzgów
- Tuszyn

Stadsdistricten:
Łódź · Piotrków Trybunalski · Skierniewice

Districten:
Bełchatów · Brzeziny · Kutno · Łask · Łęczyca · Łowicz · Łódź Oost · Opoczno · Pabianice · Pajęczno · Piotrków · Poddębice · Radomsko · Rawa · Sieradz · Skierniewice · Tomaszów Mazowiecki · Wieluń · Wieruszów · Zduńska Wola · Zgierz